# Вельо Чергов
Вельо Атанасов Чергов e български просветен деец и революционер, участник в Кресненско-Разложкото въстание.

## Биография
Вельо Чергов е роден около 1823 година в разложкото село Недобърско, тогава в Османската империя. Учи в Недобърско и по-късно става учител в училището в селото, в което въвежда взаимоучителния метод. В 1876 година става председател на сформирания в селото революционен комитет за подготовка на въстание. След разкритието на комитетската мрежа в Разлога, е арестуван заедно с Георги Чолаков и други и откаран в Неврокопския затвор. Успява да се освободи с подкуп.
При избухването на Кресненско-Разложкото въстание в 1878 година оглавява чета от 20 души и се присъединява към войводата Щерьо Михайлов.
След разгрома на въстанието Чергов се изселва в Дупница, която е в Свободна България, където умира около 1904 година.